# Mały Koszar

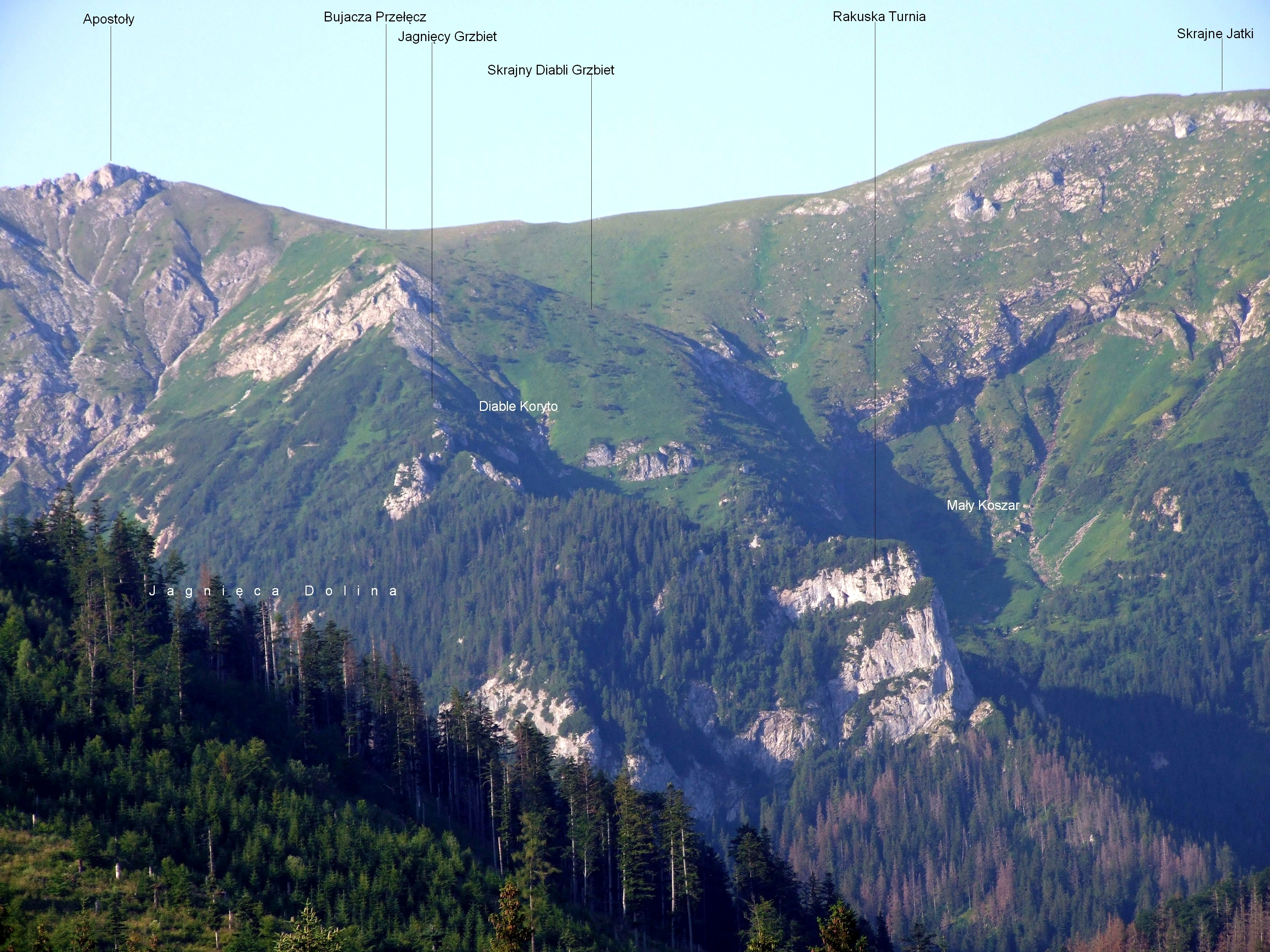
Widok ze Zdziaru

Mały Koszar (niem. Kleiner Kirchhof', słow. Malý Košiar, węg. Kis-Karám)  – położony na wysokości ok. 1600–1800 m n.p.m. kocioł lodowcowy w Tatrach Bielskich. Znajduje się na północnej ich stronie pod Bielskimi Jatkami i jest jednym z górnych pięter Doliny pod Koszary. Od strony wschodniej jego ograniczenie stanowi Skrajny Diabli Grzbiet. Od zachodniej strony jego obramowanie tworzy Pośredni Diabli Grzbiet oddzielający go od drugiego kotła lodowcowego – Wielkiego Koszaru. 
Nazwa pochodzi od tego, że Mały Koszar zamknięty jest od góry i częściowo po bokach stromymi ścianami, co pasterzom przypominało koszar dla owiec. Dno jest skaliste, strome (nachylenie wynosi 40o) i porośnięte kobiercami mchów, roślin, kosodrzewiny, karłowatymi brzozami, jarzębinami i świerkami. Często schodzące lawiny powodują, że świerki są powyginane. W środkowej części dna znajduje się głęboko wcięte koryto potoku z progami i wodospadami. Jest to jeden ze źródłowych cieków Tokarskiego Potoku.
Ściana Małego Koszaru ma wysokość poniżej 100 m, jest rozczłonkowana i sporo na niej małych półek z trawnikami. Poniżej dna kotła, na wysokości około 1500 m znajduje się typowe dla polodowcowych dolin wypłaszczenie dna. Do Małego Koszaru dochodzi wydeptana ścieżka, jest to jednak zamknięty dla turystów obszar ochrony ścisłej Tatrzańskiego Parku Narodowego.